# شانيا توين
شنايا توين (بالإنجليزية: Shania Twain)هي مغنية بوب ريفي كندية, ألبومها الثالث (Come On Over) أصبح أفضل ألبوم مبيعات في كل الأوقات لمغنية نسائية وأفضل مبيعات لألبوم في تاريخ الموسيقى الريفية, هي المغنية الوحيدة التي حصلت على الشهادة الماسية, وهي أيضاً ثاني أفضل فنانة لمبيعات الألبوم في كندا, بجانب الفنانة الكندية سيلين ديون, بجانب إنجازها ثلاث ألبومات وحصولها على الشهادة الماسية, توين حصلت على جائزة (غرامي) 5 مرات, و 27 جائزة لكتابة الأغاني من قبل (بي إم آي), وقد باعت 65 مليون ألبوم حول العالم, متضمنة 48 ألبوم في الولايات المتحدة وحدها.

## روابط خارجية
- شانيا توين على موقع IMDb (الإنجليزية)
- شانيا توين على موقع ميتاكريتيك (الإنجليزية)
- شانيا توين على موقع الموسوعة البريطانية (الإنجليزية)
- شانيا توين على موقع روتن توميتوز (الإنجليزية)
- شانيا توين على موقع قاعدة بيانات الأفلام العربية
- شانيا توين على موقع ألو سيني (الفرنسية)
- شانيا توين على موقع ميوزك برينز (الإنجليزية)
- شانيا توين على موقع رولينغ ستون (الإنجليزية)
- شانيا توين على موقع أول موفي (الإنجليزية)
- شانيا توين على موقع قاعدة بيانات برودواي على الإنترنت (الإنجليزية)